# Castanhal Esporte Clube
Il Castanhal Esporte Clube, noto anche semplicemente come Castanhal, è una società calcistica brasiliana con sede nella città di Castanhal, nello stato del Pará.

## Storia
Il club è stato fondato il 7 settembre 1924. Il Castanhal ha partecipato alla Coppa del Brasile nel 2001, dove è stato eliminato al primo turno dal Ponte Preta. Ha vinto il Campeonato Paraense Segunda Divisão nel 2003.

## Palmarès

### Competizioni statali
- Campeonato Paraense Segunda Divisão: 1

2003